# Stockedt (Gemeinde Ottnang)
Stockedt ist eine Ortschaft in der Gemeinde Ottnang am Hausruck im Bezirk Vöcklabruck, Oberösterreich.
Die Ortschaft südwestlich von Ottnang befindet sich am Südabfall des östlichen Ausläufers des Hausrucks. Am 1. Jänner 2024 zählte die kleine Ortschaft 71 Einwohner.